# 政务九大臣
政务九大臣（藏語：ཞང་བློན་ཆེན་པོ་དགུ།），又译九政务大臣或尚论掣逋突瞿，简称九大臣或九大论（藏語：བློན་ཆེ་དགུ།），是吐蕃帝国的一种中央职官制度。
政务九大臣制度将中央高级职官分为贡论、囊论、噶论三大系统。其中贡论掌管政治、法律外交、军事等国家大事，内论掌管赞普的起居、饮食、安全保卫以及王宫内部事务，噶论负责监督官员过失和法令的执行状况。學者對此制度成立的時間有不同的看法。林冠群依據現存漢藏文獻、史料、碑銘，認為《新唐書‧吐蕃傳》的記載有誤，此制度成立不會早於公元701年沒廬·赤瑪類攝政時期，山口瑞鳳則認為成立於松赞干布時期。

## 具体分工
- 贡论（藏語：དགུང་བློན་）
  - 大贡论（藏語：གུང་བློན་ཆེན་པོ།），又称伦钦（藏語：བློན་ཆེན།）、大论、大相，音译论茝，相当于首相。
  - 中贡论（藏語：གུང་བློན་འབྲིང་རིམ་པོ།），又称副相，音译论茝扈莽
  - 小贡论（藏語：གུང་བློན་ཆུང༌）
- 内论（藏語：ནང་བློན་），音译曩论，又译内相。
  - 大内论（藏語：ནང་བློན་ཆེན་པོ།），音译曩论掣逋、论莽热，又译内大相
  - 中内论（藏語：ནང་བློན་འབྲིང་རིམ་པོ།），音译曩论觅零逋，又译内副相
  - 小内论（藏語：ནང་བློན་ཆུང༌），音译曩论充
- 噶约盖曲贝（藏語：བཀའ་ཡོ་གལ་འཆོས་པ་）
  - 整事大相（藏語：ཡོ་གལ་འཆོས་པ་ཆེན་པོ།），音译喻寒波掣逋，相当于刑部尚书
  - 副整事（藏語：ཡོ་གལ་འཆོས་པ་འབྲིང་རིམ་པོ།），音译喻寒觅零逋
  - 小整事（藏語：ཡོ་གལ་འཆོས་པ་ཆུང་），音译喻寒波充